# 15 Стріли
15 Стріли (лат. 15 Sagittae) — зоря, яка розташована в сузір'ї Стріла на відстані приблизно 24,4 світлового року від нас.

## Характеристики
Зірка 15 Стріли відноситься до класу жовто-помаранчевих карликів головної послідовності. Її маса та яскравість становлять 1,1 та 1,3 сонячних відповідно. Велика хромосферна активність зірки вказує на її відносно зрілий вік — від 1 до 3 мільярдів років (для порівняння: вік Сонця оцінюється в 4,6 мільярда років). Відповідно астрономічної бази даних SIMBAD, 15 Стріли є змінною зорею, тому їй присвоєно визначення NSV 12757.

## 15 Стріли b
У 2002 році група астрономів анонсувала відкриття брунатного карлика в системі 15 Стріли. Відповідно до теоретичних моделей холодних об'єктів із малою масою, можна передбачити, що 15 Стріли b має від 55 до 78 мас Юпітера, що перевищує загальну масу всіх планет Сонячної системи. Об'єкт обертається біля материнської зірки на відстані 14 а.о. (така є відстань від Сонця до місця між орбітами Сатурна і Урана).

## Найближче оточення зорі
Наступні зоряні системи розташовані на відстані у межах 10 світлових років від системи 15 Стріли:
| Зоря          | Спектральний клас  | Відстань (св. років) |
| L 1286-87     | M V6               | 3,6                  |
| BD+15 4026    | G7-8 V             | 5,7                  |
| BD+22 3887    | G5 V               | 7,8                  |
| BD+22 3908    | K1 V               | 9,0                  |
| BD+15 4074    | K1 V/M V           | 9,3                  |
| L 1284-53     | M V                | 9,5                  |
| HR 7260       | G5 V/?             | 9,5                  |
| Омікрон Орла  | F8 V/M3 V          | 9,6                  |
| BD+21 3822    | G5 V               | 12                   |
| 31 Орла       | G8 IV/?/?          | 13                   |
| HR 7670       | G6-8 V-IV/M4.5-6 V | 13                   |
| HR 7914       | G5 V/M V           | 15                   |
| Бета Орла     | G8 IV/M3 V/?       | 16                   |
| Дельта Орла 2 | F0-3 IV/?          | 18                   |
| HR 7368       | G8-K0 V            | 19                   |
| Дельта Орла 3 | F5-7 V/?/F7-G0 V   | 19                   |